# Erik Gustaf Boström
Erik Gustaf Bernhard Boström (Stoccolma, 11 febbraio 1842 – Stoccolma, 21 febbraio 1907) è stato un politico svedese, primo ministro della Svezia dal 1891 al 1900 e dal 1902 al 1905.
Membro del parlamento dal 1876 al 1907, dal 1905 fino alla morte ricoprì la carica di cancelliere delle università svedesi.
Suo nipote è il filosofo Christopher Jacob Boström.